# Якоб I фон Монфор-Пфанберг
Якоб I фон Монфор-Пфанберг (на немски: Jakob I Graf von Montfort-Pfannberg; † 3 май 1572, Брегенц, Австрия) е граф на Монфор в Пфанберг (при Фронлайтен) в Щирия и Маршперг в Северен Рейн-Вестфалия.

## Произход
Той е от влиятелния и богат швабски род Монфор/Монтфорт, странична линия на пфалцграфовете на Тюбинген. Син е на граф Георг II фон Монфор-Брегенц-Пфанберг († 1544) и втората му съпруга Катарцина/Катарина Ягелонка (1503 – 1548), дъщеря на крал Зигмунт I Стари (1467 – 1548) и бохемската му метреса Катарцина/Катарина Телницзанка († 1526).

## Фамилия
Якоб I се жени на 9 февруари 1553 г. за Катарина Фугер фон Кирхберг-Вайсенхорн (1532 – 1585), дъщеря банкера Антон Фугер (1493 – 1560) и Анна Релингер фон Боргау (1511 – 1548). Те имат децата:
- Георг III фон Монфор-Пфанберг († 1590), женен ноември 1584 г. за Анна Лобковиц († 1604)
- Йохан VI фон Монфор-Тетнанг (* 1558; † 21 февруари 1619), женен на 4 октомври 1587 г. в Аугсбург за графиня Сибила Фугер-Вайсенхорн (* 4 октомври 1572; † 14 април 1616)
- Волфганг II фон Монфор († 1617)
- Зигмунд фон Монфор
- Антон фон Монфор († 1595)
- Катарина фон Монфор (* 1556; † 31 март 1631), омъжена 1574 г. в Храдев (Нойхауз) в Южна Бохемия за Адам II Храдке, управител на Бохемия, главен бургграф на Прага (* 1549; † 24 ноември 1596)
- Сибила фон Монфор († 1609), омъжена I. на 4 март 1576 г. в Грац за фрайхер Мориц Кристоф Кевенхюлер, господар на Патерниан и Зомерег (* 24 ноември 1549; † 7 август 1596), син на фрайхер Кристоф Кевенхюлер-Айхелберг (1503 – 1557) и Анна Мария фон Велц († 1564); II. на 28 ноември 1597 г. за граф Йохан Баптист фон Саламанка цу Ортенбург († 1602)